# Іст-Клівленд (Огайо)
Іст-Клівленд (англ. East Cleveland) — місто (англ. city) в США, в окрузі Каягога штату Огайо. Населення — 13 792 особи (2020).

## Географія
іст-Клівленд розташований за координатами 41°31′50″ пн. ш. 81°34′43″ зх. д. / 41.53056° пн. ш. 81.57861° зх. д. (41.530657, -81.578516). За даними Бюро перепису населення США в 2010 році місто мало площу 8,01 км², з яких 7,99 км² — суходіл та 0,02 км² — водойми.

## Демографія
Згідно з переписом 2010 року, у місті мешкали 17 843 особи в 8286 домогосподарствах у складі 4043 родин. Густота населення становила 2227 осіб/км². Було 12523 помешкання (1563/км²).
Расовий склад населення:
| - 93,2 % — чорних або афроамериканців - 4,6 % — білих - 0,2 % — корінних американців - 0,2 % — азіатів |

До двох чи більше рас належало 1,5 %. Частка іспаномовних становила 1,0 % від усіх жителів.
За віковим діапазоном населення розподілялося таким чином: 22,2 % — особи молодші 18 років, 59,0 % — особи у віці 18—64 років, 18,8 % — особи у віці 65 років та старші. Медіана віку мешканця становила 42,6 року. На 100 осіб жіночої статі у місті припадало 82,1 чоловіків; на 100 жінок у віці від 18 років та старших — 78,6 чоловіків також старших 18 років.
Середній дохід на одне домашнє господарство становив 28 800 доларів США (медіана — 19 592), а середній дохід на одну сім'ю — 38 999 доларів (медіана — 30 411). Медіана доходів становила 28 538 доларів для чоловіків та 30 000 доларів для жінок. За межею бідності перебувало 42,6 % осіб, у тому числі 63,5 % дітей у віці до 18 років та 23,3 % осіб у віці 65 років та старших.
Цивільне працевлаштоване населення становило 5173 особи. Основні галузі зайнятості: освіта, охорона здоров'я та соціальна допомога — 35,7 %, мистецтво, розваги та відпочинок — 12,7 %, виробництво — 10,5 %.

## Персоналії
- Алан Бакстер (1908—1976) — американський актор.